# Lexi Weeks
Alexis „Lexi“ Jacobus (* 20. November 1996 in Jacksonville, Arkansas als Alexis Weeks) ist eine ehemalige US-amerikanische Leichtathletin, die sich auf den Stabhochsprung spezialisiert hat.

## Sportliche Laufbahn
Lexi Weeks wuchs in Cabot, Arkansas auf und studierte von 2015 bis 2019 an der University of Arkansas. Gleich in ihrem ersten Studienjahr siegte sie bei den NCAA-Collegemeisterschaften in der Halle und im Freien und zudem qualifizierte sie sich für die Olympischen Sommerspiele in Rio de Janeiro, bei denen sie mit übersprungenen 4,45 m in der Qualifikationsrunde ausschied. 2018 und 2019 wurde sie erneut NCAA-Hallenmeisterin. Nach Abschluss ihres Studiums war sie eine Saison als Profi-Athletin aktiv, ehe sie ihre sportliche Laufbahn im Alter von 24 Jahren beendete.